# سنغر (أشنوية)
سنغر هي قرية في مقاطعة أشنوية، إيران. يقدر عدد سكانها بـ 311 نسمة بحسب إحصاء 2016.